# Лысое (Краснодонский район)
Лысое (укр. Лисе) — село в Краснодонском районе Луганской области. Под контролем самопровозглашённой Луганской Народной Республики. Входит в Новосветловский поселковый совет.

## География
Соседние населённые пункты: посёлок Новосветловка и сёла Комиссаровка на западе, Катериновка, Видно-Софиевка и Новоанновка на юго-западе, Придорожное на юге, Белоскелеватое и Габун на юго-востоке, Водоток и Ивановка на востоке, Огульчанск, Пархоменко, Новокиевка на северо-востоке, Хрящевка и Пионерское на севере, Бурчак-Михайловка, Лобачёво, Вишнёвый Дол, Валиевка на северо-западе.

## Население
Население по переписи 2001 года составляло 458 человек.

## Местный совет
94455, Луганская обл., Краснодонский р-н, пгт. Новосветловка, ул. Дорожная, 40